# Verpelét megállóhely
Verpelét megállóhely egy megszűnt Heves vármegyei vasúti megállóhely, melyet a MÁV üzemeltetett, Verpelét településen. A belterület északnyugati szélén helyezkedett el, a központtól körülbelül 2 kilométerre, közúti elérését a 2416-os útból kiágazó 24 109-es számú mellékút (települési nevén Vasút út) biztosította.

## Vasútvonalak
A Kisterenye–Kál-Kápolna-vasútvonal egyik állomása volt, személyvonat utoljára 2007. március 3-án közlekedett. A megrendelések függvényében tehervonatok viszont közlekednek erre.
2022-ben egy vasúti kőátrakó létesítését kezdték meg, a megállóhely négy vágánya mellé egy ötödik építését tervezik úgy, hogy egy húszvagonos szerelvény is elférhessen rajta. Az erről szóló döntés értelmében a kormány egymilliárd-háromszázmillió forintot biztosított erre. A rakodó 2023-as megnyitása után Verpelét a magyarországi vasúti fuvarozás egyik nagy jelentőségű feladó állomásává lépett elő. Az állomáson különböző építkezésekhez és vasúti pályaépítésekhez szánt zúzottkövet, illetve vízépítési célú követ adtak fel.

## Kapcsolódó állomások
A vasútállomáshoz az alábbi állomások vannak a legközelebb:
- Tarnaszentmária megállóhely (Kisterenye vasútállomás, Kisterenye–Kál-Kápolna-vasútvonal)
- Feldebrő megállóhely (Kál-Kápolna vasútállomás, Kisterenye–Kál-Kápolna-vasútvonal)